# Episodi di Lasko (seconda stagione)

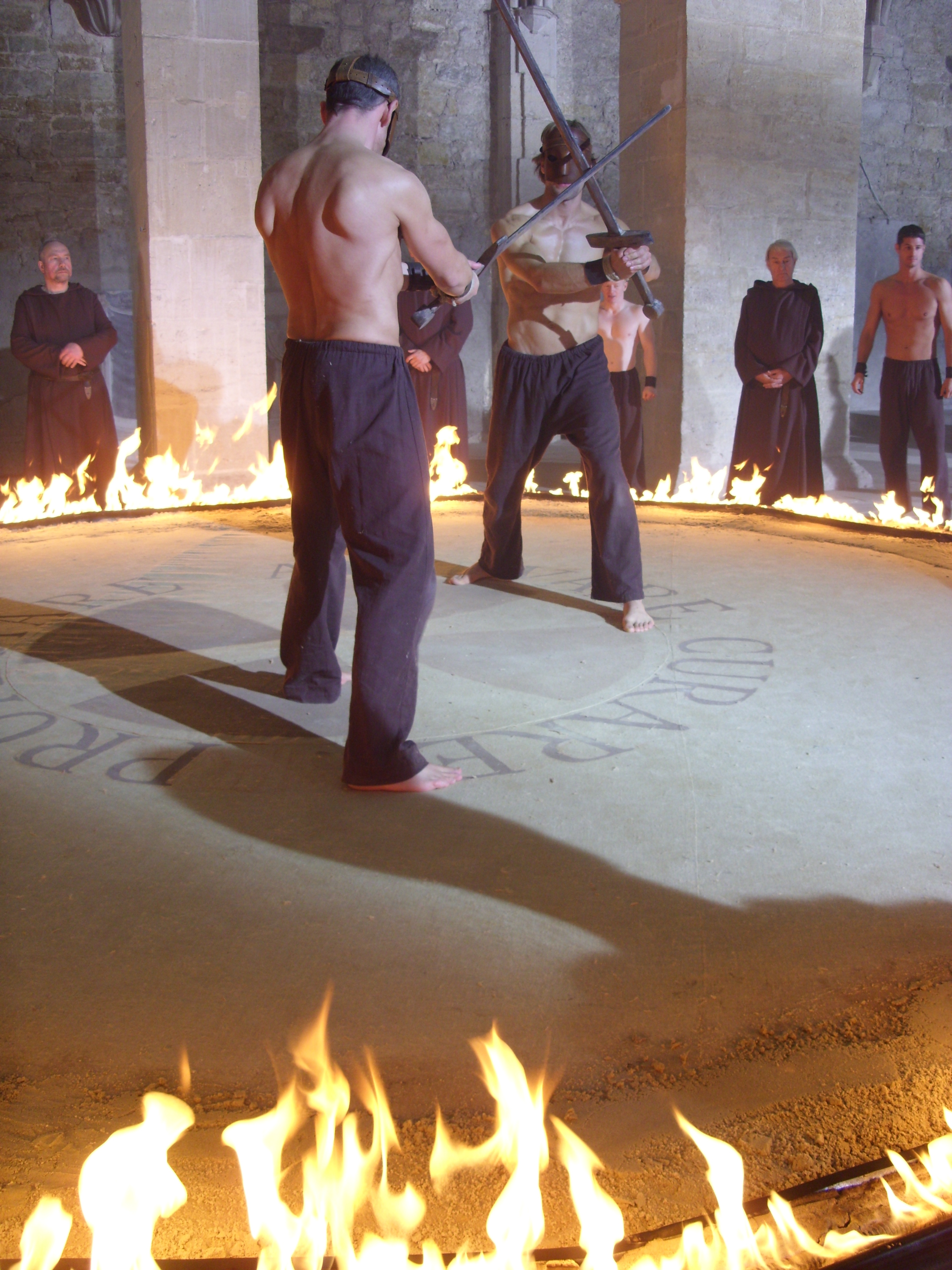
Fotografia dal set della serie televisiva

La seconda stagione della serie televisiva Lasko è stata trasmessa in Germania dal 21 ottobre al 16 dicembre 2010 su RTL Television.
In Italia la stagione è andata in onda dal 1º giugno al 18 luglio 2011 su Rai 2.
| nº | Titolo originale       | Titolo italiano         | Prima TV Germania | Prima TV Italia |
| -- | ---------------------- | ----------------------- | ----------------- | --------------- |
| 1  | Das 5 Evangelium       | Quattro biografie       | 21 ottobre 2010   | 1º giugno 2011  |
| 2  | Gegen die Zeit         | Contro il tempo         | 28 ottobre 2010   | 8 giugno 2011   |
| 3  | Schwestern im Glauben  | Sorelle nella fede      | 4 novembre 2010   | 15 giugno 2011  |
| 4  | Blackout               | Sotto tiro              | 11 novembre 2010  | 20 giugno 2011  |
| 5  | Clarissas Hochzeit     | L'anima gemella         | 25 novembre 2010  | 27 giugno 2011  |
| 6  | Der Verdacht           | Il sospetto             | 2 dicembre 2010   | 4 luglio 2011   |
| 7  | Der Baum der Vorsehung | L'eletto                | 9 dicembre 2010   | 11 luglio 2011  |
| 8  | Todsuenden             | Il peccato e il perdono | 16 dicembre 2010  | 18 luglio 2011  |